# Modernism (teologi)
Modernism var en strömning inom katolsk teologi under början av 1900-talet. Den tog intryck av Upplysningens idéer och 1800-talets radikala textkritisk bibelforskning, och kan ses som en parallell till den protestantiska liberalteologin. De viktigaste namnen inom strömningen var Alfred Loisy och George Tyrrell.
Modernismen var ingen enhetlig rörelse, och de teologer som benämnts modernister kallade sig inte själva så. Inte heller var modernismen någon enhetlig rörelse. 
Benämningen modernism myntades av Pius X, som en benämning på något som borde bekämpas. 
Bakgrunden till strömningen var Ernest Renans bok Jesu levnad och tyska reformister som bröt mot de traditionella tolkningsmetoderna i bibelvetenskapen. De framställde Jesus som en vanlig dödlig man och avfärdade Bibelns utsagor om gudomliga verk. Påven Pius X fördömde modernismen; tiden och skeendena före detta kallas moderniststriden eller antimoderniststriden.

## Modernismens idéer
Även om modernismen aldrig var en rörelse i egentlig mening, utan i första hand en benämning som den Romersk-katolska kyrkans företrädare tilldelade andra, kan vissa gemensamma drag urskiljas, eftersom modernismen var ett resultat av dess samtids idéer. Framför allt menas med modernism ett vetenskapligt förhållningssätt att inte utgå från det katolska paradigmet, samt, med Loisys ord, en föresats att anpassa katolicismen till de intellektuella, moraliska och sociala behoven i samtiden. Modernisterna utgick därför inte från ett kristet perspektiv i sin forskning, vilket försvagade den kyrkliga auktoriteten. I religiöst avseende sökte de förståelse mellan olika religioner.
Vad katolska kyrkan främst tog avstånd från i modernismen var attityden till dogmerna. Modernisterna som gjorde anspråk på vetenskaplighet med det nya paradigmet, kunde inte vid sina studier av dogmerna verifiera dem eller behandla dem som orubbliga sanningar och menade att dogmerna hade skapats av Kyrkan. Katolska kyrkans läroämbete menade dock att man inte kan ifrågasätta dogmerna. 

## Bakgrund
Med den metodik som utarbetats av bland andra Johann Salomo Semler som förebild, gav Ernest Renan ut sin Jesu levnad 1863, och boken väckte en enorm uppståndelse. Renan gestaltade Jesus som en vanlig dödlig person, i strid mot den gängse beskrivningen av Kristus som Guds son. Detta berodde på att Renan menade att det var viktigt att förhålla sig till ämnet på ett vetenskapligt sätt, och denna inställning delades av en rad forskningsdiscipliner, som alla lade frågor, som inte vetenskapligt kunde bevisas, på hyllan. Till de forskare som starkast bidrog till paradigmskiftet var förutom Renan, Charles Darwin, Friedrich Nietzsche och Arthur Schopenhauer.
Modernismen kan även härledas längre tillbaka i tiden. Rousseau lär varit den som myntade begreppet 1769 för att beteckna filosofisk ateism, men idéströmningen kan liksom den nya vetenskapen som uppstod under 1800-talet härledas till humanismen och upplysningen samt reformationen.
En professor vid universitetet i Louvain definierade modernismen 1881 som en humanistisk strävan efter att eliminera Gud från det sociala livet, och uppfattade det som ren liberalism. Omkring julen 1905 skrev ett antal biskopar i Turin och Vercelli ett cirkulär där de varnade för Modernismo nel clero, prästerskapets modernism.
Egentligen uppstod modernismen som en reaktion mot den nya vetenskapen, och de menade sig kunna bevisa kristendomens dogmers giltighet i Bibeln; dess anhängare var som regel teologer som erkände sig till den katolska tron. När Pius IX under Första Vatikankonciliet slagit fast att katolska kyrkans lärosatser var ofelbara 1870, uppstod en konflikt med de forskare som tagit till sig den nya vetenskapen. Bland de mest uppmärksammade modernisterna fanns Alfred Loisy och George Tyrell, varav den första blev utesluten ur kyrkan 1908, och hans böcker förbjöds.
Med tiden visade det sig ogörligt att med den nya vetenskapens metodik bevisa sådant som jungfrufödseln, och modernismen hamnade då i kollision med påven. Strömningen blev kallad "summan av heresier" av Pius X i encyklikan Pascendi dominici gregis (39) 1907, och 1910 tillkom antimodernisteden som avkrävdes präster och lärare i teologi.